# Valeria (telenovela)
Amor comprado Alma Indomable
Valeria est une telenovela de langue espagnole créée à Miami en Floride et produite par Venevisión Productions. Cette série a commencé à être diffusée sur Univision le 16 mars 2009 à 2 pm sur le canal 1c.
L'enregistrement de cette telenovela s'est terminé en septembre 2008 et elle a été transmise pour la première fois en juin 2008 en Équateur. Elle a été diffusée au Vénézuéla le 14 juillet 2009 sur Venevisión Plus à 22 heures avec rediffusion à 13 heures. Elle a été diffusée aussi en Espagne, au Pérou, au Salvador, en Roumanie, en Croatie et dans d'autres pays.
Les personnages de Leopoldo et de Manon sont joués par Jorge Reyes et sa sœur Claudia.

## L'histoire
Leopoldo, membre de la famille Riquelme, et Valeria, fille d'un ouvrier pauvre, auront à lutter contre les tentations et d'autres circonstances qui les obligent à fuir à Miami pour y trouver le véritable amour. Valeria est enlevée par le frère de Leopoldo, Juan Ignacio, qui est sous la protection de son père Samuel, un très riche avocat.

## Acteurs principaux
- Alejandra Lazcano : Valeria Hidalgo – protagoniste, fille de Hilda et de Julio, mère de Laurita, amoureuse de Leopoldo
- Jorge Reyes : Leopoldo Riquelme – protagoniste, fils de Piedad et de Alfredo, amoureux de Valeria, père de Laurita
- Carolina Tejera : Miroslava Montemar de Riquelme - antagoniste principale, amoureuse de Lepoldo, déteste Valeria, finit à l'asyle et meurt d'un infarctus
- Bobby Larios : David Barrios – amoureux de Valeria puis de Manon, meilleur ami de Leopoldo
- Fernando Carrera : Samuel Riquelme - antagoniste principal, tué par Estrella en état de légitime défense
- Leonardo Daniel : Renato Rivera - médecin, amoureux de Estrella, tué sur ordre de Samuel
- Mara Croatto : Estrella Granados - amante de Samuel, mère biologique de Tatiana
- Flavio Caballero : Alfredo Galan - ex-amant de Piedad et prètre, père biologique de Leopoldo
- Jorge Luis Pila : Salvador Rivera - amoureux de Tatiana, marié à Raquel, puis à Tatiana
- Rosalinda Rodríguez : Hilda de Hidalgo
- Flor Elena González : Piedad de Riquelme
- Claudia Reyes : Manon Álvarez
- Grettel Trujillo : Mariela - antagoniste, finit en prison
- Griselda Noguera : Teresa
- Shirley Budge : Scarlet - antagoniste, amoureuse de Leopoldo, s'en va de Miami
- Carla Rodríguez : Lolita - antagoniste, finit en prison
- Mariana Huerdo : Angelita
- Ivelín Giro : Jessica - antagoniste, amoureuse de Leopoldo, meurt de froid.
- Eduardo Ibarrola : Julio Hidalgo
- José Antonio Coro : Felipe
- William Colmenares : Hugo - antagoniste, associé de Miroslava et de Samuel
- Carlos Miguel Caballero : Juan Ignacio Riquelme - antagoniste, fils de Samuel, veut le tuer, tué par Julio pour sauver Valeria.
- Julián Gil : Daniel Ferrari - antagoniste, mais ensuite protagoniste, meurt de cancer
- Liana Iniesta : Tatiana Riquelme, fille de Samuel et de Estrella
- Ximena Duque : Ana Lucía Hidalgo - sœur de Valeria, amoureuse de Isidro, a un enfant avec Isidro
- Christian Carabias : Tony Carvajal, meurt de froid avec Jessica.
- Robert Avellanet : Guillermo "Iguana" Tovar
- Alberto Quintero : Isidro Morales
- Eric Sant : Alex Hidalgo, frère de Valeria, tué par Juan Ignacio
- Dayana Garroz : Raquel
- Alba Galindo : Nancy Mistral
- Ivonne Montero : María Inmaculada/Coral - cousine de Valeria, amoureuse de Leopoldo, déteste Julio, Valeria et Hilda, meurt étranglé
- Nury Flores : Hipólita

## Diffusion internationale
| Croatie   | Valeria | Doma TV    | 12 juillet 2011 | 9 novembre 2011 | Lundi au vendredi |
| Roumanie  | Valeria | Acasă TV   | 15 juin 2009    | 18 octobre 2009 | Lundi au vendredi |
| Venezuela | Valeria | Venevisión | juillet 2009    | 3 février 2010  | Lundi au vendredi |
| Croatie   | Valeria | Doma TV    | 5 novembre 2012 |                 | Lundi au vendredi |